# IBM奖
奖是1984至2002年间颁发给篮球运动员的年度奖项。该奖由科技公司赞助，经计算机公式决定得主，公式以球员对球队所做贡献为衡量标准。每个赛季中对所在球队贡献最大的球员获奖。洛杉矶湖人的魔术师约翰逊是奖项的首位得主，最后一位获奖者则是圣安东尼奥马刺的蒂姆·邓肯。奖原名“关键球员奖”（Pivotal Player Award），由舒适（Schick）剃须刀公司提供赞助。

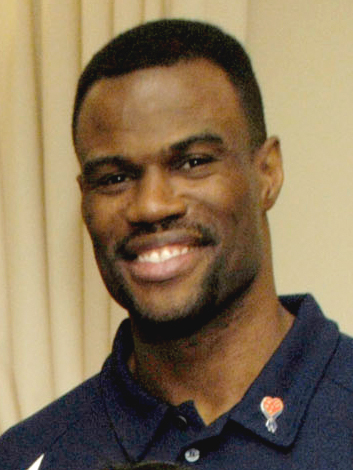
圣安东尼奥马刺中锋大卫·罗宾逊共计五次获IBM奖。

获奖的大部分球员都是球队的前锋或中锋，许多人在相应赛季争得的篮板球数量也是最多的。奖项一共颁发了19次，其中圣安东尼奥马刺队球员有6次获奖，费城76人和洛杉矶湖人队球员各有3次获奖，芝加哥公牛和底特律活塞队球员各有两次获奖。大卫·罗宾逊获奖次数最多，达到5次，查尔斯·巴克利有3次获奖，迈克尔·乔丹和沙奎尔·奥尼尔各有2次获奖。
2015年迪肯贝·穆托姆博入选奈史密斯篮球名人纪念堂后，所有奖得主中有资格入选名人纪念堂的球员均已入选。乔丹、奥尼尔、罗宾逊、巴克利、约翰逊、邓肯、卡尔·马龙和哈基姆·奥拉朱旺都曾赢得过NBA最有价值球员奖，其中罗宾逊、奥尼尔和邓肯还是在同一赛季获得了两个奖项。乔丹、罗宾逊、奥拉朱旺、丹尼斯·罗德曼和迪肯贝·穆托姆博曾赢得NBA最佳防守球员奖，但奥拉朱旺是其中唯一在同一赛季获得两个奖项的球员。格兰特·希尔是仅有的一位既没有赢得过NBA最有价值球员奖、又没有获得过NBA最佳防守球员奖的奖得主。奥尼尔是唯一一位在同一赛季赢得奖和总冠军的球员，并且还是在1999-00和2000-01连续两个赛季达成这一目标。乔丹和罗宾逊是仅有的两位在新秀赛季就赢得奖的球员。此外，只有两位获奖者不是在美国出生，分别是尼日利亚出生的奥拉朱旺和扎伊尔出生的穆托姆博。邓肯出生于美属维尔京群岛。2002年，奖停止颁发。

## 获奖球员

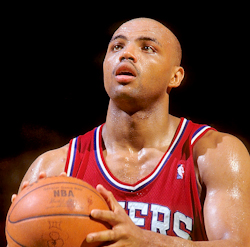
费城76人前锋查尔斯·巴克利先后三度获IBM奖。

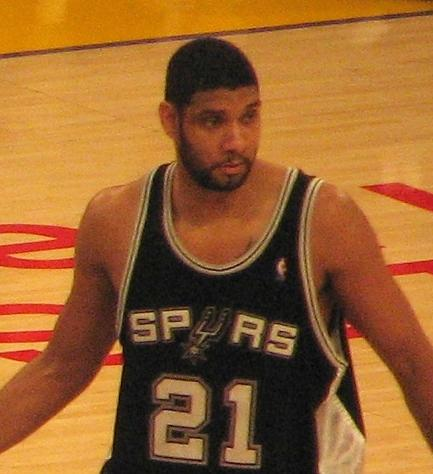
圣安东尼奥马刺中锋蒂姆·邓肯是最后一位IBM奖得主。

| ^            | 代表现役球员                             |
| *            | 表明这位球员已入选奈史密斯篮球名人纪念堂 |
| 球员（数字） | 表明这是该球员第几次获奖                 |

| 赛季    | 球员                | 位置   | 国籍     | 球队           |
| ------- | ------------------- | ------ | -------- | -------------- |
| 1983-84 | 魔术师约翰逊*       | 后卫   | 美国     | 洛杉矶湖人     |
| 1984-85 | 迈克尔·乔丹*        | 后卫   | 美国     | 芝加哥公牛     |
| 1985-86 | 查尔斯·巴克利*      | 前锋   | 美国     | 费城76人       |
| 1986-87 | 查尔斯·巴克利*（2） | 前锋   | 美国     | 费城76人       |
| 1987-88 | 查尔斯·巴克利*（3） | 前锋   | 美国     | 费城76人       |
| 1988-89 | 迈克尔·乔丹*（2）   | 后卫   | 美国     | 芝加哥公牛     |
| 1989-90 | 大卫·罗宾逊*        | 中锋   | 美国     | 圣安东尼奥马刺 |
| 1990-91 | 大卫·罗宾逊*（2）   | 中锋   | 美国     | 圣安东尼奥马刺 |
| 1991-92 | 丹尼斯·罗德曼*      | 前锋   | 美国     | 底特律活塞     |
| 1992-93 | 哈基姆·奥拉朱旺*    | 中锋   | 奈及利亞 | 休斯敦火箭     |
| 1993-94 | 大卫·罗宾逊*（3）   | 中锋   | 美国     | 圣安东尼奥马刺 |
| 1994-95 | 大卫·罗宾逊*（4）   | 中锋   | 美国     | 圣安东尼奥马刺 |
| 1995-96 | 大卫·罗宾逊*（5）   | 中锋   | 美国     | 圣安东尼奥马刺 |
| 1996-97 | 格兰特·希尔*        | 前锋   | 美国     | 底特律活塞     |
| 1997-98 | 卡尔·马龙*          | 前锋   | 美国     | 犹他爵士       |
| 1998-99 | 迪肯贝·穆托姆博*    | 中锋   | [ d ]    | 亚特兰大老鹰   |
| 1999-00 | 沙奎尔·奥尼尔*      | 中锋   | 美国     | 洛杉矶湖人     |
| 2000-01 | 沙奎尔·奥尼尔*（2） | 中锋   | 美国     | 洛杉矶湖人     |
| 2001-02 | 蒂姆·邓肯*          | 中前锋 | 美国     | 圣安东尼奥马刺 |

## 计算公式
奖由以下公式加以计算：
{\displaystyle {\frac {(\mathrm {plyr\ PTS} -\mathrm {plyr\ FGA} +\mathrm {plyr\ REB} +\mathrm {plyr\ AST} +\mathrm {plyr\ STL} +\mathrm {plyr\ BLK} -\mathrm {plyr\ PF} -\mathrm {plyr\ TO} +(\mathrm {team\ wins} \times 10))\times 250}{\mathrm {team\ PTS} -\mathrm {team\ FGA} +\mathrm {team\ REB} +\mathrm {team\ AST} +\mathrm {team\ STL} +\mathrm {team\ BLK} -\mathrm {team\ PF} -\mathrm {team\ TO} }}}
以上公式中，代表球员，代表得分，代表试图出手投篮的次数，代表篮板球、代表助攻、代表抢断、代表盖帽、代表侵人犯規、代表球队、代表失误。奖项最终颁给得分最高的球员。